# Histoire de Manchester United
Cet article retrace l'histoire du club de football de Manchester United.

## L'histoire

### De Newton Heath LYR à Manchester United Football Club (1878-1902)

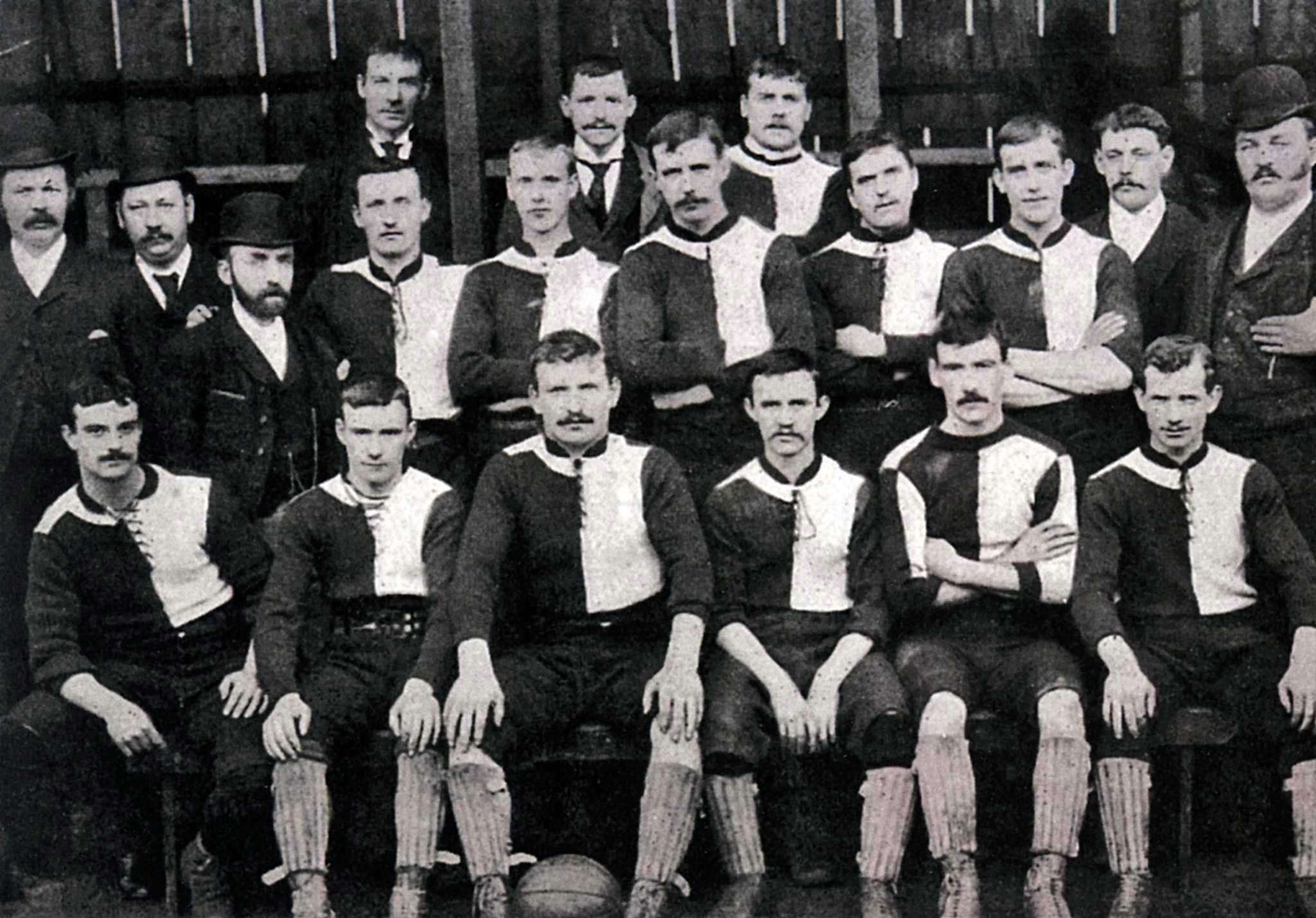
L'équipe de Newton Heath 1892-93.

Le club est créé en 1878 par de simples employés de la compagnie ferroviaire de Lancashire et Yorkshire Railway Company qui accepte de parrainer leur équipe sous le nom de : Newton Heath Lancashire et Yorkshire Railway. Il joue alors dans le stade de North Road à Newton Heath.
Le club se fait vite une réputation en jouant contre les autres équipes de leur entreprise comme contre celles extérieures. Entre 1882 et 1883, l'équipe gagne 26 matchs amicaux et participe à la Lancashire Cup. Toutefois, ceux-ci sont sèchement battus dès le premier tour par la réserve de Blackburn Olympic, l'équipe gagnante de la dernière FA Cup, 7-2.
Les joueurs décident alors de trouver une compétition plus à leur portée et jouent dans la Manchester and District Challenge Cup en 1884, atteignant la finale la même saison. Malheureusement le club perd la finale 3-0 contre Hurst au Whalley Range, Newton Heath n'arrivant pas à dépasser le second tour de la Lancashire Cup, ceux-ci décident de ne plus participer à la compétition durant quatre ans.
Les Heathens participeront cinq fois à la Manchester and District Challenge Cup ne perdant la finale qu'une seule fois. En 1886, le club décide d'augmenter son statut en signant plusieurs célèbres joueurs tel Jack Poweel qui deviendra le capitaine, Jack et Roger Doughty ou encore Tom Burke, grâce auxquels le club participe à sa première FA Cup en 1886-1887. Cependant dès le premier tour l'équipe fait 2-2 face à Fleetwood Rangers, l'arbitre voulant faire jouer une prolongation, Poweel en tant que capitaine la refuse. Newton Heath se voit obligé par la FA Cup de quitter la compétition et n'y rentrera qu'en 1889.
En 1888, la Football League est créée mais Newton Heath se voit refuser l'entrée dans ce championnat pendant l'été, les joueurs décideront alors d'entrer dans une ligue concurrente mais les problèmes financiers de celle-ci font que sa seule et première saison ne sera pas terminée et l'aventure s'arrêtera définitivement en avril 1889.
L'idée vient alors à plusieurs équipes de créer un nouveau championnat entre villes et en 1889, Newton Heath LYR ainsi que onze autres clubs créent la Football Alliance. Ils finiront huitième de ce championnat. À la fin de la saison suivante Newton Heath LYR change de nom, la compagnie ferroviaire arrêtant de sponsoriser l'équipe, celle-ci prend le simple nom de Newton Heath. Malgré cela les liens avec la compagnie ferroviaire restent forts pour la simple raison qu'une partie des joueurs sont toujours des employés de la société.
En 1892, les « Heatens » finissent deuxième derrière Nottingham Forest en ayant perdu que trois des matchs. La même année The Football League est élargi et fusionne avec la Football Alliance créant une nouvelle ligue répartie en deux divisions, Newton Heath est accepté en première division. Mais le club finit la saison bon dernier mais gagne le match de barrage face à Small Heath pour rester en première division. Durant l'année 1893 le club déménage à Bank Street à Clayton près d'une usine chimique décriée pour cracher une fumée noire et acide quand l'équipe perd, selon la légende.
La réalité du changement de stade est plus sombre qu'une simple évolution du club, le club créé en 1878 s'était vu louer le stade de North Road par la Cathédrale de Manchester, grâce à l'appui de la compagnie ferroviaire et du souhait des ecclésiastiques locaux de promouvoir le sport. Mais en 1889 quand Lancashire et Yorkshire Company ne sponsorisent plus l'équipe, les dirigeants et joueurs deviennent incapable de régler le bail et le club se voit donc expulsé du stade de North Road, le stade qui avait été agrandi par le club lui-même contenait alors pas moins de 15 000 places.
Malgré tout la saison suivante l'équipe n'arrive pas à faire mieux et cette fois-ci perd son match de barrage face à Liverpool 2-0. L'équipe est la première à être reléguée en Deuxième Division depuis la création de la nouvelle ligue.
L'argent vient alors vite à manquer et pendant la saison 1901 durant laquelle Newton Heath perd plus de matchs qu'il n'en gagne, les joueurs décident de tenir un bazar pour récolter des fonds et continuer à jouer. Le capitaine de l'époque Harry Stafford décide de se servir de son chien comme attraction mais celui s'échappe une nuit après la fermeture du bazar et est retrouvé par la fille d'un riche brasseur local John Henry Davies qui après avoir rencontré le joueur voulant acheter le chien se retrouve à acheter finalement le club et sauve le club de la faillite en rachetant la dette de 2 000 £.
John Henry Davies devient le président du club, décidant de s'approprier plus le club, le 28 avril 1902 et après avoir considéré plusieurs noms tel que : « Manchester Central » ou « Manchester Celtic » il décide finalement d'appeler le club :  « Manchester United Football Club » et change par la même les couleurs : le Jaune et Vert de l'époque pour le désormais célèbre Rouge et Blanc du club, Ils finiront cette saison 15e avec 28 points.

### Les premières saisons (1902-1911)

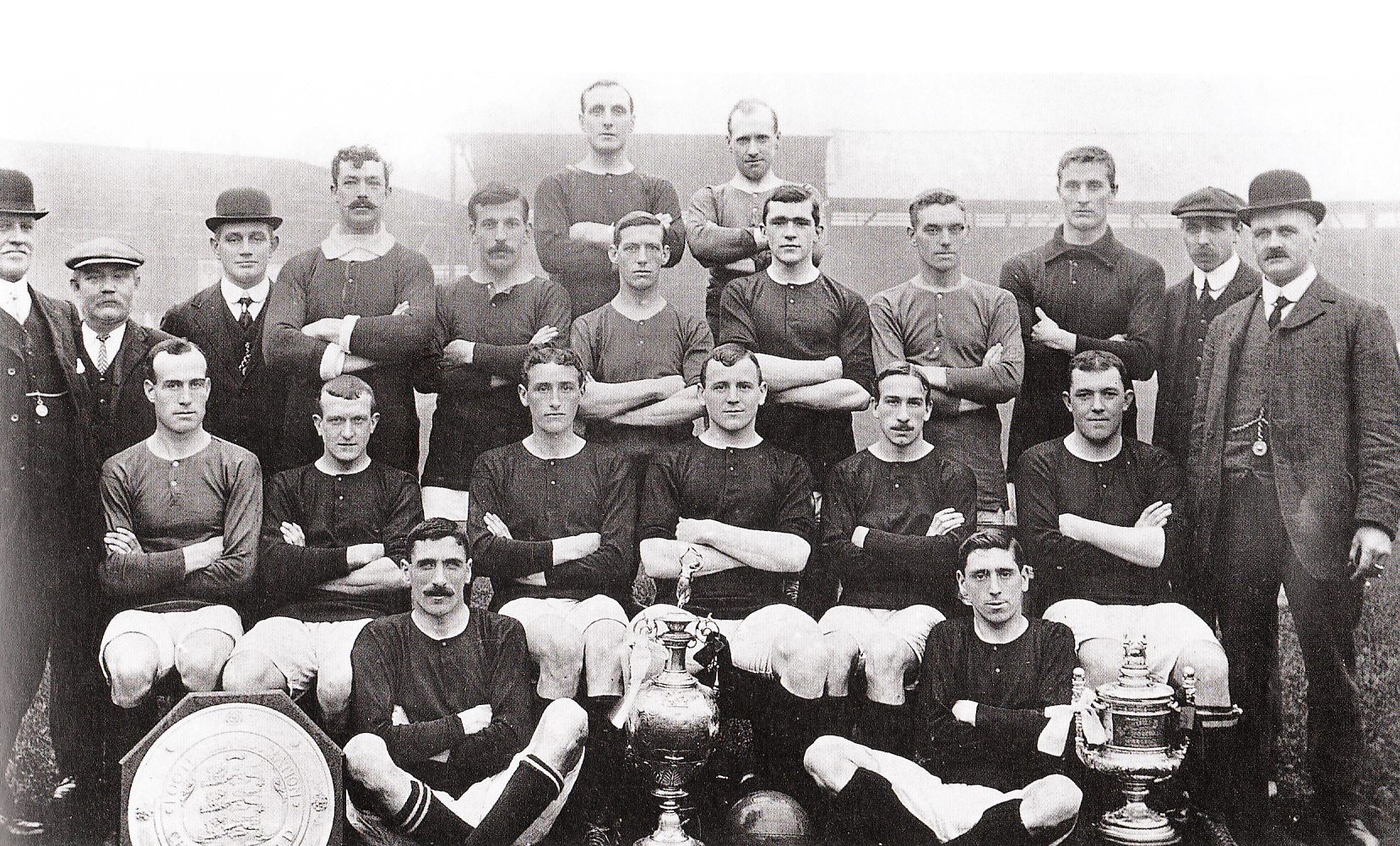
L'équipe 1908-09 posant avec les trophées de la saison.

La saison suivante est la première de Manchester United Football Club. La saison 1902-1903 grâce aux nouveaux apports du groupe de financiers de Davies et de nouveaux joueurs donne un coup d'élan au club celui-ci finissant 5e, gagnant 15 matchs, avec 38 points. Le club prend un nouveau départ en 1903 malgré un mauvais début de saison en embauchant Ernest Mangnall, un journaliste amenant avec lui une véritable dynamique au jeu. À la fin de la saison pas moins de 28 joueurs ont fait partie de l'équipe première, Mangnall obligeant ses joueurs à jouer sans ballon pendant la semaine pour être tout le temps dessus le Samedi, jour de match, Manchester United finit troisième.
La saison suivante, le club établit un record de 18 matchs sans défaite ne perdant pas entre septembre et février. Le club finit à nouveau troisième avec 58 points, mais United prit tout de même un revers cette saison à la suite de l'interdiction de vente d'alcool dans les stades créant un véritable manque à gagner pour un club tenu par un brasseur. Mangnall réussit aussi à faire signer de bon talents tel Billy Meredith ainsi que d'autres joueurs tels Turnbull, Burgess et Charlie Roberts  grâce à un scandale frappant le club de voisin et rival depuis toujours Manchester City obligeant celui-ci à vendre plusieurs de ses joueurs, Le club sera promu en 1906, après une belle saison où United finit deuxième et atteignit les quarts de finale de la FA Cup.
Manchester United gagna son premier championnat en 1908. Ils remportèrent la première Charity Shield la même année. Puis gagna la FA Cup en 1909 face à Bristol City 1-0 grâce à Sandy Turnbull et Billy Meredith nommé Homme du match, et finalement regagna le championnat en 1911 la dernière journée puis la Charity Shield battant Swindon Town 8-4, dont 6 buts de Halse. Ceci sera le dernier succès de la première époque de gloire, Mangnall partant en cours de saison pour City par le manque de résultat : United se classant 14e en 1911-1912.

### D'Old Trafford à la Première Guerre mondiale (1910-1915)

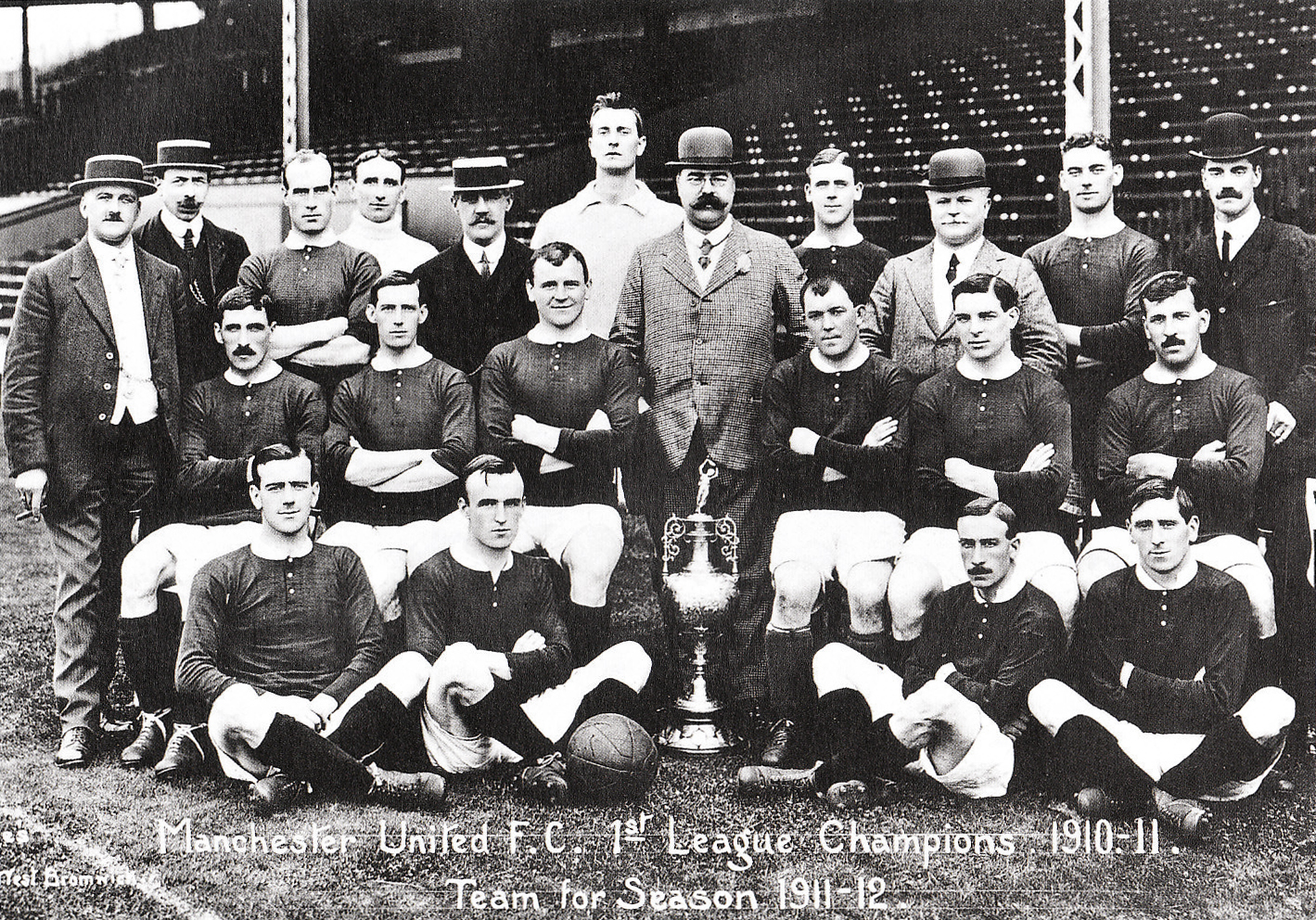
L'équipe 1911-12 posant avec la Cup gagnée l'année précédente.

L'année 1910 vit un nouveau déménagement du club, le président John Henry Davies grâce à un important prêt financier de 60 000 £ acheta des emplacements à Old Trafford et y créa un nouveau stade de 80 000 places en faisant appel à un célèbre architecte écossais Archibald Leitch. Le jour de l'inauguration du stade d'Old Trafford. Manchester United joua face à Liverpool le 19 février 1910 mais Liverpool gâcha la fête en s'imposant 4-3.
Le leadership de Mangnall qui avait conduit Manchester United à ses premiers succès en 1908 et 1911 laissa le club sans vie et il tomba à la 13e place en 1912, faisant même tomber l'affluence dans le nouveau stade à 15 000 spectateurs de moyenne. La recherche pour un successeur se termina finalement avec John Bentley, le président de la Football League et Manchester United termina finalement quatrième. La saison 1913-1914, United termina quatorzième, tandis qu'Enoch West termina meilleur buteur pour sa troisième saison d’affilée. En décembre 1914-1915, les rôles de secrétaire général et d’entraîneur furent séparés pour la première fois. Bentley devint secrétaire à plein temps et John Robson fut nommé pour entraîner Manchester United. L'équipe qui commençait à vieillir sous la direction de J. Bentley échappa de justesse à la relégation en 1914-1915 grâce à un point. Mais plus tard, trois joueurs d'United furent condamnés pour avoir truqué des matchs avec les joueurs de Liverpool dans le scandale du pari du football britannique de 1915 West et Turnbull seront bannis à vie, La Première Guerre mondiale ayant éclaté, la Ligue suspendit les championnats et les Red Devils jouèrent dans des championnats locaux. Sandy Turnbull trouvera la mort au front à Arras le mois de mai 1917.

### L'après Guerre (1919-1930)
La Ligue reprit son droit en 1919, mais United fut totalement éclipsé par le renouvellement de son voisin emmené par son ancien entraîneur Mangnall malgré une affluence moyenne supérieur à 40 000 personnes où Manchester United finit douzième de la première division puis la saison suivante treizième, le meilleur joueur de l'époque était Joe Spence, Le pire arriva en 1921-1922, où Manchester United perdit son talentueux joueur Meredith partit lui aussi rejoindre City alors âgé de 46 ans. Auparavant Robson avait quitté son poste et fut vite remplacé par John Chapman (en) mais le club ne remporta que huit matchs sur quarante-deux et concéda 72 buts, Manchester United fut logiquement rétrogradé en Deuxième Division.
Cette équipe relégué était totalement dépourvu de grands noms du Football contrairement à celle d'avant la « Grande Guerre ». Le club ne réussit à ne remonter que durant la saison 1924-1925 finissant deuxième de la Deuxième Division derrière leicester City grâce à son meneur Barson ne perdant que huit matchs. Le club finira 9e la saison suivante en première division allant même jusqu'en demi-finale de la FA Cup.
Mais en 1927, le président John Henry Davies meurt et fut remplacé par GH Lawton et mais les mauvaises nouvelles continuèrent avec l'exclusion de Chapman du monde du Football par la Football Association pour d'obscures raisons. Lal Hilditch prit alors le poste de joueur-entraîneur-secrétaire général. L'équipe perdit 15 matchs et finira 15e lors de cette saison, Herbert Bamlett reprit le poste plus tard d'entraîneur.
Malgré cela, le club glissa dans le classement et finissant 15e en 1927, puis 18e, la meilleure saison en 1928-1929 vit United finir 12e puis retombait à la 17e position en 1929-1930 puis finir tout simplement dernier en 1930-1931 perdant ses 12 premiers matchs, l'équipe ne prit ses premiers points que courant novembre contre Birmingham City. Ce fut la pire saison qui n'ait jamais été réalisé par Manchester United qui perdit 27 matchs sur 42 et encaissa 115 buts et finira aussi dans le rouge financièrement.
Barmlett fut remercié et le secrétaire Walter Crickmer prit en charge les affaires de l’équipe et fut soutenu par le recruteur Louis Roca parce que le club ne pouvait plus se permettre un entraîneur. Les supporters désertant le stade, au mois de décembre quand les joueurs réclamèrent leur salaire le staff déclara qu'il leur était impossible de les payer, il fallait absolument trouver un nouvel apport financier.

### Les années noires (1930-1941)
Le monde entrant dans la « Grande Récession », James W. Gibson, un fabricant d’uniformes pour l’armée, est approché par un journaliste sportif mancunien Lintott. Il accepte de renflouer les caisses à condition d'obtenir le poste de président et d'élire son entraîneur, ce que le club accepta. Il investit aussitôt 30 000 £ dans le club et ses infrastructures, paya les joueurs et nomma Scott Duncan entraîneur. Mais celui-ci fut incapable de remonter le club évitant tout juste la relégation en troisième division la dernière journée grâce à une victoire sur Milwall 2-0. United termina cinquième en 1934-1935 tandis que les supporters commencèrent à revenir à Old Trafford. Invaincus pendant les 19 derniers matchs de la saison suivante, ils remportèrent le championnat de Deuxième Division en 1936. Le titre a été remporté avec une victoire 3-2 à Bury, où plus de 31 000 fans ont envahi le terrain pour célébrer un retour à la grande époque. Mais la saison suivante fut un désastre avec seulement dix victoires dans la saison, Manchester United reprenait l’ascenseur et repartait en deuxième division.
Duncan démissionna et Crickmer reprit le poste d'entraineur, United finalement remontait en première division la saison d'après en comptant dans ses rangs des hommes tel Johnny Carey, Jack Rowley ou encore Stan Parson. Manchester United finit quatorzième la saison suivante pour l'édition 1939-1940. Puis la guerre éclata de nouveau après trois journées de championnat et la Ligue fut une nouvelle fois interrompue.
Manchester United ne perdit aucun joueur durant la Seconde Guerre mondiale mais perdit son joyau : Old Trafford. Bombardé par la Luftwaffe le matin du 11 mars 1941, le stade fut quasiment rasé, seule une partie toujours visible en brique rouges, où d'ailleurs est logé le staff technique et les remplaçants durant les matchs, est encore visible du stade original.

### L'après Seconde Guerre mondiale: Les Busby Babes (1945-1958)

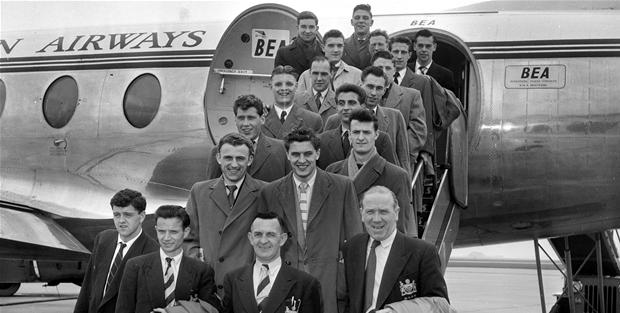
Les Busby Babes au Danemark en 1955.

En 1945, Matt Busby, un ancien joueur de Manchester City et de Liverpool FC, est nommé entraineur à l'âge de 36 ans. On dit de lui qu'il est l'un des pionniers en matière d'entrainement. Par la simple raison qu'il s'entrainait avec eux sur le terrain. Il fait aussi signer des joueurs comme Jimmy Delaney, Stan Pearson, Jack Rowley, Charlie Mitten, et Johnny Morris, composant ce que la presse britannique appellera le « Famous Five ». Le staff lui aussi prend un nouveau tournant avec son adjoint Jimmy Murphy. Ce tandem restera comme l'un des meilleurs dans le monde comme management sportif. En attendant la restauration complète d'Old Trafford, les Reds Devils jouent chez leur voisin, les Citizens au Maine Road.
Et pour la saison 1946-1947, United finit à une très belle deuxième place. Le club est reparti pour de belles séries, une première depuis 36 ans. Si bien que la saison suivante en 1948, United remporte une nouvelle FA Cup, 39 ans après son dernier sacre battant Blackpool 4-2. Manchester United finit deuxième les autres saisons d'affilée puis finit 4e en 1949-1950. Cette si belle série permit quand Old Trafford fut de nouveau opérationnel au début de l'an 1949, de facilement renflouer les caisses du club et de payer les dettes qu'avait cumulées le club dans le passé.
Des tensions poussèrent Johnny Morris à partir à Derby, et Charlie Mitten en Colombie. Le plan du fantastique Écossais était de promouvoir les jeunes pousses qu’il avait repérées et chouchoutées dans la fin des années 1940. Jackie Blanchflower et Roger Byrne furent les premiers à émerger et à être appelés « Babes » dans les journaux tout sous la houlette du capitaine Johnny Carey ; et lors de leur première saison en 1951-1952, Manchester United remporta le championnat pour la première fois depuis 1911 soit 40 ans avec 4 points d'avance sur son dauphin Arsenal.
Byrne, 21 ans, joua un grand rôle dans ce succès, jouant 24 matchs, et marquant sept buts lors des six derniers matchs qu’il disputa en tant qu’ailier… il reprit ensuite sa place d’arrière gauche, et devint capitaine de l’équipe pendant quatre ans à compter de février 1954. En 1955-1956 et 1956-1957, Byrne souleva de nouveau la couronne de champion, capitaine d’une belle équipe de jeunes tout droits sortis du centre de formation d'United. Eddie Colman, Mark Jones, David Pegg étaient tous devenus titulaires en équipe première, ayant aiguisé leurs crocs en FA Youth Cup, remportée cinq années de suite par MU lors des cinq premières années d’existence de l’épreuve en 1953.
Évidemment, les jeunes talents de Man Utd ne sortaient pas tous de l’académie. Le manager parcourait également le marché des transferts, et en mars 1953, il dépensa 29 999 livres pour Tommy Taylor, le prolifique buteur de Barnsley. Celui-ci s’avéra être une excellente recrue, et aligna les buts avec United et l’équipe d’Angleterre. Un autre gros transfert vit Harry Gregg arriver de Doncaster en décembre 1957. Coût de l’opération : 23 000 livres, record du monde pour un gardien de but, mais de l’argent bien dépensé puisque Gregg devint titulaire immédiatement. Il devint également numéro un en Irlande du Nord. Un autre jeune qui excellait pour le club et son pays était le prodige Duncan Edwards. L’ado de Dudley était si talentueux, si puissant, si mature, que Matt Busby ne put le tenir bien longtemps loin de l’équipe première. En avril 1953, il devint le plus jeune joueur de l’histoire de la Première Division en jouant à l’âge de 16 ans et 185 jours.
À la fin de saison 1952-1953, le vétéran Johnny Carey prend sa retraite bien mérité, mais voit surtout l'émergence de jeunes talents comme Pegg, Viollet, Edwards ou encore Foulkes, Les Reds terminent 8e en 1954 puis 5e en 1955 et gagnent finalement le championnat en 1955-1956 avec pas moins de 11 points d'avance et une moyenne d'âge de 22 ans. Ils décideront alors contre l'avis de la Ligue de jouer une récente compétition entre clubs de plusieurs pays appelée La Coupe des Clubs Champions, l'ancien nom de la Ligue des champions.
Le titre est défendu avec succès en 1957, Taylor marquant même 22 buts, Whelan 26 autres et un tout jeune joueur méconnu Bobby Charlton en mettra 10. United atteindra même la finale de la FA Cup mais perdra face à Aston Villa, 1-2.
United jouera son premier match européen face aux champions belges d'Anderlecht le gagnant même sur le score de 2-0, le match retour par contre devra se jouer à Maine Road, Old Trafford ne disposant pas à l'époque de projecteurs. Cela n'empêchera pas United de pulvériser « Les Mauves et Blancs' » 10-0. Ce score est toujours d'ailleurs le meilleur score du club en Ligue des Champions. Au début de la saison 1957-58, Busby sent l'équipe prête pour un succès européen. Un match qui marqua probablement l’époque des ‘Busby Babes’ fut cette victoire à Highbury le 1er février 1958. Devant plus de 63.000 spectateurs, les Reds battirent les Gunners 5-4, avec des buts d’Edwards, Taylor (2), Bobby Charlton et Dennis Viollet. Tristement, ce qui fut peut être le match le plus fantastique de cette époque du football anglais, devait être leur dernier match sur le sol britannique.
Ce qui arrive ensuite ne choque pas qu'une nation mais tout le monde du football.

### Munich, 6 février 1958, 3h15

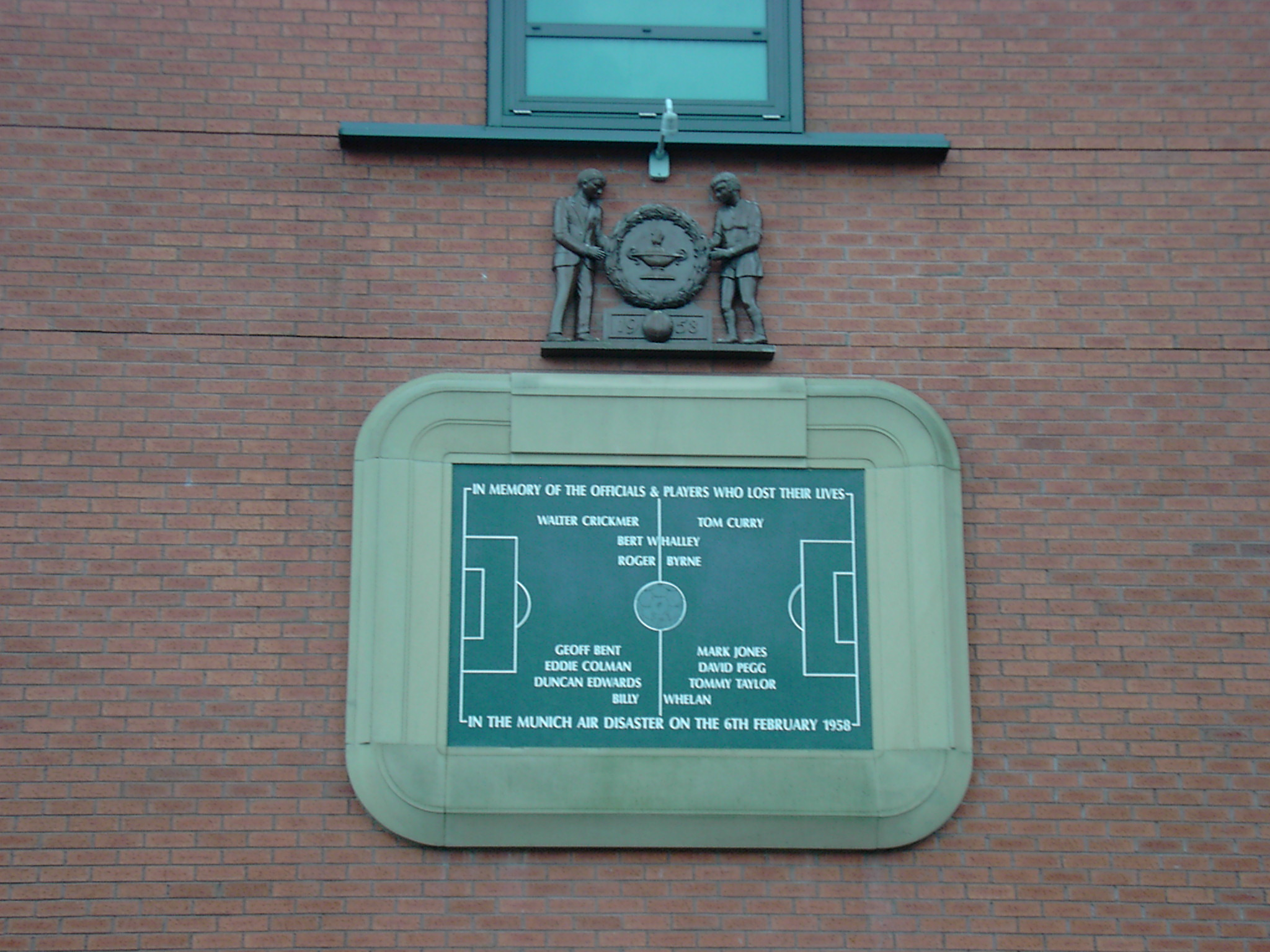
Plaque à Old Trafford en l'honneur des membres du club morts dans l'accident d'avion.

Les Busby Babes devaient jouer un match de Coupe d’Europe contre le FK Étoile rouge de Belgrade, le 6 février 1958. Après s’être imposés dans le quart de finale aller à Old Trafford sur le score de 2-1, les Mancuniens venaient, pour la première fois de leur histoire, de se qualifier pour une demi-finale de Coupe des Clubs Champions, en tenant en échec Belgrade sur le score de 3-3, avec deux buts de Bobby Charlton et un de Dennis Viollet. Il avait neigé pendant le match à Belgrade, mais les joueurs devaient rentrer en Angleterre le plus tôt possible pour préparer leur match contre Wolverhampton.
L'avion qui devait ramener les joueurs de Manchester United en Angleterre n'aurait pas dû décoller ce jour-là. Après le départ de Belgrade, il dut s’arrêter à Munich pour faire le plein. Après deux tentatives de décollage ratées, l'équipe dut descendre de l'avion, et la plupart pensait reporter le voyage. Mais finalement l'appareil fut prêt à partir, selon l'aéroport de Munich. Bill Foulkes raconta plus tard : « J'étais vers le milieu de l'avion, côté fenêtre. Ken Morgans était à ma droite, David Pegg et Albert Scanlon en face de nous. Matt Busby et Bert Whalley étaient assis derrière nous, Mark Jones, Tommy Taylor, Duncan Edwards et Eddie Colman à l'arrière de l'avion. David Pegg se leva et alla à l'arrière en disant : "Ce n'est pas sûr ici, je n’aime pas ça." »
Il raconta aussi que Roger Byrne, le capitaine, avait la certitude qu'ils allaient tous y laisser leurs vies. Selon le pilote de l'avion, qui a survécu, il était impossible d'y arriver - mais c'était trop tard. L'Elizabethan traversa une barrière, une route. Une aile de l'avion vint percuter une maison et se déchira. L'avion explosa au contact de barils de fioul. Le gardien Harry Gregg se conduit alors en héros. Après s'être extirpé de la carcasse, il décide de retourner tenter de sauver des flammes un bébé et sa maman grièvement blessée, risquant sa vie. Puis, malgré les risques d'explosion et tire Bobby Charlton et Dennis Viollet par les bas de leurs pantalons en dehors du feu. Tous les passagers furent emmenés à l'hôpital Rechts der Isar de Munich. Matt Busby avait peu de chances de survivre, avec de graves blessures aux deux jambes et de multiples fractures. Un prêtre vint même à son chevet.
21 personnes décédèrent ce jour-là ; 18 survivants dont 4 dans un état grave, dont Busby. Huit des neuf journalistes sportifs à bord n'ont pas survécu, l'organisateur du voyage, également à bord, et un fan décédèrent aussi. Treize jours plus tard, United joua de nouveau. Busby confia le management de l'équipe à son assistant Jimmy Murphy, qui n'était pas parti ce jour-là à Belgrade car il dirigeait le pays de Galles pour un match de qualification à la Coupe du monde. « Keep the flag flying », lui déclara-t-il.
Deux jours plus tard, Duncan Edwards mourut. Comme par miracle, Matt Busby s'en tira finalement. Puis le copilote de l'avion décéda, portant à 23 le nombre de victimes, Matt Busby continuait à se battre pour la vie. « Un jour, Jean (la femme de Matt) était là avec moi. "Que s'est-il passé ?", ai-je demandé. Elle ne dit rien, alors j'ai commencé à égrener les noms... Elle ne parlait pas. Elle ne me regardait même pas. Quand le joueur que je citai avait disparu, elle secouait juste la tête. Mort... mort... mort... mort. J'avais envie de mourir. Dans un sens, je me sentais responsable. Je n'aurais pas dû permettre aux joueurs de prendre l'avion la troisième fois. Suis-je si spécial pour avoir survécu ? Je n'avais plus rien à faire dans le monde du football, je ne voulais plus en entendre parler. »

### La reconstruction (1958-1968)
Après avoir été l'une des plus grandes équipes en Angleterre pendant les années 1950, le crash obligea les dirigeants à tout reconstruire. Les joueurs qui arrivent pendant cette décennie découvrent alors le poids de ce passé. Pendant la convalescence de Matt Busby, gravement blessé lors du crash, c'est son loyal assistant Jimmy Murphy qui prend les manettes du club.
Il reconstruit aussitôt une équipe autour des héros de Munich : Harry Gregg et Bill Foulkes, Shay Brennan et Ronnie Cope pour jouer à Sheffield Wednesday en 5e tour de la FA Cup le 19 février 1958. United a lutté dans la ligue après Munich, en remportant un seul de leurs 14 derniers matches, l'équipe était néanmoins très affaiblie et ne peut finir que 9e du championnat. Toutefois, ils ont obtenu de bons résultats dans la FA Cup mais perdirent face à Bolton 2-0 en finale. À la fin de la saison, l'UEFA offrit à la FA l'occasion de présenter deux clubs : United et le champion Wolverhampton en Coupe d'Europe 1959, comme un hommage aux victimes, mais la FA déclina.
Dennis Viollet allait rester un des meneurs de l’équipe et pendant 1959-1960, le rescapé de Munich battit le record de Jack Rowley en marquant 32 buts en une seule saison, tandis que Charlton lui continuait à creuser son trou dans l'histoire du club. L’équipe entière en marqua 102 mais en concéda 80, et termina à la septième place.
Début 1960, Matt Busby est de retour à Old Trafford. Deux ans plus tard, signe en provenance de Turin et du club de Torino pour un montant record de 115 000 £, Denis Law un des héros de Stretford End. Puis arrive Pat Crerand, un solide Écossais ayant joué au Celtic Glasgow. Busby a son plan pour revenir parmi l'élite malgré une 19e place en 1963, mais gagnant la Cup contre Leicester City 3 à 1 avec deux buts de David Herd et l'autre de Law. Cette même saison, Busby va chercher un jeune prodige irlandais, George Best, et un infatigable milieu John Connelly de Burnley.
Et les résultats ne se font pas attendre, United redevenant champion la saison 1964-1965, le fameux trio composé de Best, Charlton et Law emmenait United vers les sommets. Ils remportèrent ce championnat, à la différence de buts au nez et à la barbe de Leeds United, et atteignirent les demi-finales de la Coupe d’Europe et de la FA Cup, tandis que Denis Law rentrait dans les légendes du Football en gagnant le 1er Ballon d'or pour un joueur d'United.
S'ouvre alors une nouvelle période faste pour United, et la saison suivante bien que le titre fut raflé par Liverpool, Manchester United termina quatrième. De nouveau, les hommes de Matt Busby échouèrent en demi-finale de la Cup et de la Coupe d’Europe des Clubs Champions, avec une série de performances dont la victoire 5 à 1 contre le Benfica. Le rêve européen est stoppé à Old Trafford par le FK Partizan Belgrade mais tous les supporters sentent au soir de l'élimination que United est sur la bonne voie.
Grâce à ses belles performances et son mondial plus que réussit avec l'Angleterre à la Coupe du monde de football de 1966, Bobby Charlton deviendra le second Ballon d'or de Manchester United.
United renouvèle ainsi son titre la saison 1966-1967 et pourra entamer sa campagne européenne la saison suivante. Mais comme d'habitude, les Red Devils sont incapables de conserver leur titre et finissent 2e, mais la saison restera merveilleuse.

#### 1er Sacre Européen (1968)
United se débarrasse d'abord des Maltais de Hibernians Malta, puis Sarajevo, et Gornik Zabrze pour arriver au choc victorieux contre le Real Madrid 1 à 0, au Santiago Bernabeu suivi d'un 3 à 3, à Old Trafford, ouvrant les portes de la finale à Wembley contre Benfica Lisbonne le 29 mai 1968.
Le tête de Bobby Charlton donnera l'avantage pour United mais l’égalisation de Jaime Graca remet les deux équipes à zéro, puis les prolongations suivirent et les Red Devils réussirent à mettre trois buts en un temps record, grâce à George Best, Bobby Charlton et Brian Kidd. Pour la première fois, la Coupe d'Europe allait en Angleterre. Dix ans après avoir vu leurs rêves détruits, ils avaient fait l’impossible.
Matt Busby deviendra même Sir Matt Busby grâce à cette victoire qui le fera monter au plus haut grade de l'Ordre de l'Empire britannique, tandis que le club peut se féliciter d'avoir pas moins de trois Ballons d'or avec George Best, élu à son tour meilleur joueur européen de l'année.

#### Des «Busby's Babes» aux «Red Devils»
Après le crash, le surnom « Busby's Babes » semblait si inappropriée qu'un nouveau nom a été demandé. Le club de rugby à XIII de Salford City Reds avait sillonné la France dans les années 1930 et comme ils portaient des chemises rouges, ils furent nommés « The Red Devils » par les journalistes français. Les deux clubs étant voisins, Busby aima le son de celui-ci, passer pour un démon est plus intimidant pour les adversaires que des bébés. Il a alors déclaré que Manchester United doit être également connu sous le nom de « The Red Devils » et très vite, le club a commencé à intégrer dans son logo le diable.
En 1970, le badge du club sera remanié, mais avec un démon au centre de son écusson avec sa fourche.

### L'après Busby (1969-1986)
Busby après cette victoire se retire du football, c'est un ancien de la maison, Wilf McGuinness, joueur durant 5 ans puis devenu entraîneur de l'équipe réserve, qui prend les rênes du club. Sa tâche est énorme d'une parce que certains cadres veulent partir : Law et Brennan, notamment, et de deux car son meilleur joueur, George Best, est devenu une ombre. Malheureusement pour lui les dirigeants ne lui laisseront pas beaucoup de temps et au mois de décembre, il est congédié et Busby revient en attendant que le « board » retrouve un homme capable de mener un tel club. Ce sera Frank O'Farrell, finalement qui permettra à celui-ci de réellement prendre sa retraite au cours de l'été qui suit en 1971, mais le départ de l'Écossais fait partir Nobby Stiles et Pat Crerand. L'ancien entraineur de Leicester City malgré un très bon départ ne fait pas mieux que son prédécesseur, et la seule chose positive de son court règne de 18 mois avec United est la signature de Martin Buchan pour 125 000 £. Durant ces 3 années United n'aura connu que la 8e place.
Le 1er janvier 1972, après 7 défaites consécutives et un cinglant 5-0 contre Crystal Palace. Il est aussi renvoyé et remplacé aussitôt par Tommy Docherty, alias « The Doc ». Lui aussi arrive juste à sauver United la relégation en terminant 18e. Mais en juillet 1973, Denis Law décide de quitter le navire rouge pour aller dans l'équipage bleu des Cityzens. Un affront, à l'époque pour les supporters, à l'heure où le hooliganisme bat son plein.
Mais surtout Docherty n'arrive pas à faire mieux avec cet effectif amoindri et à la fin de la saison 1973-1974, United finit 21e et retourne voir la division 2 à cause du but de Law contre United lors du dernier match de championnat face à City. Ce sera le dernier match sur les pelouses anglaises du génial buteur. Une série de 36 années parmi l'élite prend fin, et c'est au tour de Best de partir.
Cette relégation fut un mal pour un bien puisque United gagna la D2 la saison suivante ce qui annonçait un retour dans l'élite. Ils finirent 3e à la fin de saison 1974-1975 et perdirent malheureusement la finale de la FA Cup face à Southampton 1-0.
La saison 1976-1977 fut mitigée : un moment au bord de la relégation, Manchester United finit à se sauver et se hisser à la 8e place. Le club trouvera le succès autre part, c'est-à-dire en FA Cup où United gagna face à son rival liverpuldien la finale sur le score de 2-1. Un incroyable succès face à une équipe qui était en route, après son titre de champion d'Angleterre et avant celui d'Europe, pour un historique triplé.
Malgré ceci, Doc est obligé de quitter le club pour une vulgaire histoire d'adultère avec Mary Brown, la femme du physiothérapeute de l'équipe 'Laurie Brown, quand il a annoncé qu'il quittait sa femme pour l'épouser. Lorsque Docherty a refusé de démissionner, le conseil d'administration l'a licencié. Malgré cela, ce n'était pas un motif juridiquement valable pour licencier quelqu'un, et si le conseil d'administration a déclaré qu'il avait été licencié, c'est pour avoir abusé de sa position afin d'obtenir des billets pour les deux finales de coupe, et de les vendre pour en tirer des profits. Malgré tout, il est bien connu pourquoi Docherty a été licencié et il a déclaré qu'il pourrait poursuivre le club pour congédiement injustifié. Docherty, cependant, ne l'a jamais fait, très probablement parce qu'il était impliqué dans une autre affaire à l'époque.